# Planul de acțiuni individuale cu partenerii

Harta NATO în Europa
Membrii NATO cu drepturi depline
Planul de acțiuni al membrilor
Dialog intensificat
Planul de acțiuni individuale cu partenerii
Parteneriatul pentru pace
Membrii aspiranți

| Membrii NATO cu drepturi depline Planul de acțiuni al membrilor Dialog intensificat | Planul de acțiuni individuale cu partenerii Parteneriatul pentru pace Membrii aspiranți |

Planul de acțiuni individuale cu partenerii (în engleză: IPAP) reprezintă un organism pe care NATO îl exercită asupra statelor din afara organizației, cu scopul menținerii dialogului și cooperării pe ambele părți. NATO a lansat inițiativa IPAP la Summitul de la Praga din 2002.

## Participare
Planul de acțiuni individuale cu partenerii este în implementare cu următoarele țări: 
- Georgia (29 octombrie2004)
- Azerbaijan (27 mai 2005)
- Armenia (16 decembrie 2005)
- Kazakhstan (31 ianuarie 2006)
- Moldova (19 mai 2006)
- Bosnia and Herzegovina (10 septembrie 2008)
- Serbia (15 ianuarie 2015)[2]

Armenia,   Azerbaidjan,  Kazahstan,  Moldova  și Serbia   au declarat că nu au intenția actuală de a adera la NATO, dar toți participă la Parteneriatul NATO pentru Programul de pace. Georgia și Ucraina sunt în prezent în curs de dialog intensificat pentru aderarea la NATO  timp ce Bosnia și Herțegovina  are un plan de acțiune pentru aderare și lucrează activ pentru aderarea la NATO .
Relația Ucrainei cu NATO este guvernată de Planul de acțiune NATO-Ucraina, adoptat la 22 noiembrie 2002.   În aprilie 2005, Ucraina a intrat în dialog intensificat cu NATO,  și în timpul summitului de la București din 2008, NATO a declarat că Ucraina ar putea deveni membru al NATO atunci când dorește să adere și să îndeplinească criteriile de aderare.  Cu toate acestea, până în 2010, Ucraina anunțase că nu mai are calitatea de membru al NATO ca obiectiv în cadrul politicii externe a noului președinte Viktor Ianukovici .   După câteva luni de proteste pe strada Euromaidan care au început din cauza refuzului său de a semna un acord de asociere cu Uniunea Europeană în favoarea acordurilor din Rusia, președintele Ianukovici a fost răsturnat. Ca răspuns la implicarea Rusiei în estul Ucrainei și la presupusa desfășurare a trupelor rusești pe pământul ucrainean, prim-ministrul ucrainean Yatsenyuk și-a anunțat intențiile de a relua oferta pentru integrarea în NATO în august 2014  iar în decembrie 2014, parlamentul ucrainean a votat pentru renunță la statutul de nealiniat care a fost trecut în 2010. 
Muntenegru a avut, de asemenea, un IPAP cu NATO din iunie 2008 până a aderat la NATO la 5 iunie 2017. Ca urmare a aderării, IPAP Muntengru-NATO a fost dizolvat.

## Linkuri externe
- Site-ul web al planurilor de acțiune pentru parteneriat individual